# 杰登·麦克丹尼尔斯
杰登·麦克丹尼尔斯（Jaden McDaniels，2000年9月29日—），美国男子篮球运动员，司职小前锋或大前锋，于2020年通过选秀进入NBA，现效力于明尼苏达森林狼。

## 生平
杰登·麦克丹尼尔斯来自美国华盛顿州费德勒尔韦，他的哥哥是贾伦·麦克丹尼尔斯（Jalen McDaniels），先他两年进入圣迭戈州立大学校篮球队打球，他的表哥是前NBA球员朱万·霍华德。
他在大学招募被评为五星级新秀，最终选择为加入家乡的華盛頓大學效力，于2019年入学。和他同届加入校队的还有以賽亞·史都華。在2019-20赛季，华盛顿大学战绩在太平洋十二校聯盟排名垫底。大一赛季结束后，杰登·麦克丹尼尔斯和以賽亞·史都華皆选择离队参加2020年NBA选秀。
在2020年NBA选秀中，他在首轮第28顺位被洛杉矶湖人选中，而湖人早前已经将该选秀顺位和丹尼·格林一起被交易至俄克拉荷马城雷霆以换取丹尼斯·施罗德。而雷霆队在选秀结束后旋即将其交易至明尼苏达森林狼。
杰登·麦克丹尼尔斯于2020年加入森林狼队，在2023年与森林狼队续约5年。